# 延陵镇
延陵镇位于江苏省丹阳市城区西南部，经济一般。内有九里庙等文化旅游点，还有柳茹贡氏宗祠。其中贡氏宗祠祭奉是贡氏的祖先，贡氏祖先相传为岳飞的恩人。
延陵镇总面积31.8平方公里，耕地1883公顷，集镇面积6.04平方公里。辖5个行政村，2个居委会。年末总人口22086人(男11091人，女10995人)，其中非农业人口3078人，总户数8079户。有完中1所，小学4所，幼儿园8所。农民人均纯收入3030元，职工人均收入5000元，城乡居民人均储蓄4976元。程控电话容量6000门，电话普及率93%。有线电视用户3500户。农民人均住房37平方米，集镇居民人均住房38平方米。

## 行政区划
现辖：
永昌街社区、麦中路社区、芳草园社区、昌延社区、东皇村、行宫村、九里村、大吕村、联兴村、利民村、麦溪村、松卜村、柳茹村、赵巷村、延陵村、延星村和宝林村。

## 中国传统村落
2013年8月，九里村、柳茹村获批第二批中国传统村落。